# Kabelspoorweg van Fourvière
De kabelspoorweg van Fourvière (Frans: Funiculaire de Fourvière) is een van de twee kabelspoorwegen die anno 2024 nog in gebruik zijn in de Franse stad Lyon.

## Verbinding
Deze kabelspoorweg verbindt het metrostation Vieux Lyon - Cathédrale Saint-Jean met het station Fourvière vlak voor de hoofdingang van de basiliek Notre-Dame de Fourvière op de heuvel Fourvière. Beide zijn gelegen in het 5e arrondissement van de stad. Het lijntje heeft onderweg geen andere haltes. In de volksmond wordt deze kabelspoorweg la ficelle de Fourvière genoemd, wat 'draad' of 'snaar' betekent en verwijst naar de kabel waarmee de tram voortgetrokken wordt. 
De funiculaire de Fourvière is geopend in 1900 en vernieuwd in 1970. De sporen werden toen verder uit elkaar gelegd en beide tramwagens vervangen. De oude trammetjes zijn in musea in Chelles en in Rochetaillée-sur-Saône te bezichtigen.
Het lijntje heeft een totale lengte van 431 meter. De maximale helling van het spoor is 310 mm/m. Oorspronkelijk lagen de sporen 1000 mm uit elkaar, die afstand is in 1970 tot 1330 mm vergroot. 
Vanuit het in 1991 vlak bij de cathédrale Saint-Jean gebouwde nieuwe dalstation van deze kabelspoorbaan en de kabelspoorweg van Saint-Just, dat 30 meter onder de grond ook het metrostation huisvest, start de klim van de funiculaire. Na een kort deeltraject in openlucht waarbij onder meer de Rue Tramassac wordt overbrugd, duikt de spoorweg een tunnel in die onder het Parc des Hauteurs door tot aan de Notre-Dame de Fourvière voert.

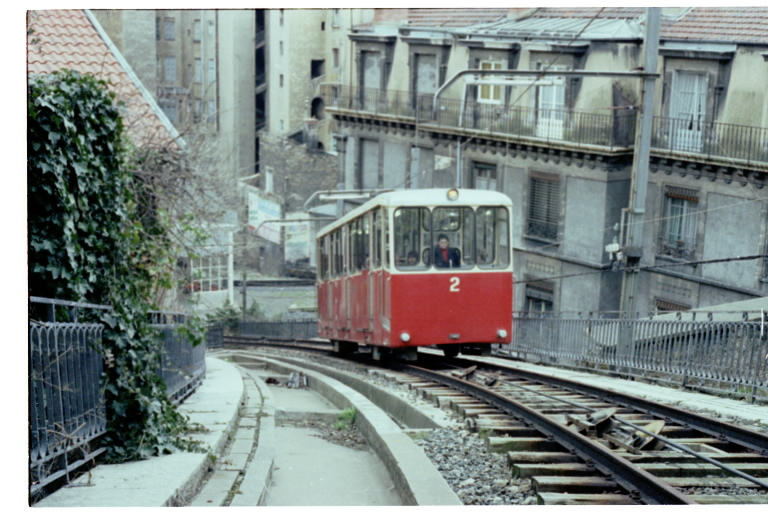
Tramwagen 2 op weg tussen Saint-Jean en de tunnel